# 震源層
震源層（英語：seismogenic layer）
是指在岩石圈內地震發生的深度範圍 ，
其厚度的差異是根據位置。 大洋地殼的震源層厚度為0-40公里，大陸地殼的震源層厚度為0-25公里。 在俯衝帶，一個震源層可能被推到另一個之上，而導致深度可達 700 公里的極深地震。 震源層的底部代表變形機制的向下變化，從彈性和脆性變形機制到延性蠕變變形機制。 這種變形機制變化的位置有時被稱為脆韌過渡區。